# Гредице (Клањец)
Гредице су насељено место у саставу града Клањца у Крапинско-загорској жупанији, Хрватска. До територијалне реорганизације у Хрватској налазиле су се у саставу старе општине Клањец.

## Становништво
На попису становништва 2011. године, Гредице су имале 319 становника.

## Попис1991.
На попису становништва 1991. године, насељено место Гредице је имало 392 становника, следећег националног састава:
| Попис 1991.‍  | Попис 1991.‍  | Попис 1991.‍ | Попис 1991.‍ | Попис 1991.‍ |
| ------------ | ------------ | ----------- | ----------- | ----------- |
|              |              |             |             |             |
| Хрвати       | Хрвати       |             | 381         | 97,19%      |
| Словенци     | Словенци     |             | 6           | 1,53%       |
| неопредељени | неопредељени |             | 2           | 0,51%       |
| регион. опр. | регион. опр. |             | 2           | 0,51%       |
| непознато    | непознато    |             | 1           | 0,25%       |
| укупно: 392  |              |             |             |             |